# Nouâtre
Nouâtre é uma comuna francesa na região administrativa do Centro, no departamento Indre-et-Loire. Estende-se por uma área de 9,69 km². Em 2010 a comuna tinha 834 habitantes (densidade: 86,1 hab./km²).